# Victoria Zinny
Victoria Zinny (Buenos Aires, 13 maggio 1943) è un'attrice argentina naturalizzata italiana.

## Biografia
Il suo esordio risale al 1961 in Viridiana, diretta da Luis Buñuel. Ha recitato in numerosi film, tra cui Il tunnel  di Antonio Drove e Il vichingo venuto dal sud di Steno. L'attrice è apparsa anche in serie TV.

## Vita privata
È sposata con l'attore Remo Girone dal 1982. Da un precedente matrimonio sono nati i suoi due figli: un maschio (l'attore e produttore discografico Karl Zinny) e una femmina.

## Filmografia parziale

### Cinema
- Viridiana, regia di Luis Buñuel (1961)
- I criminali della galassia, regia di Antonio Margheriti (1965)
- Quella piccola differenza, regia di Duccio Tessari (1970)
- Il vichingo venuto dal sud, regia di Steno (1971)
- Keoma, regia di Enzo G. Castellari (1976)
- Una spirale di nebbia, regia di Eriprando Visconti (1978)
- Scontri stellari oltre la terza dimensione, regia di Luigi Cozzi (1978)
- Il malato immaginario, regia di Tonino Cervi (1979)
- Ciao nì!, regia di Paolo Poeti (1979)
- Razza selvaggia, regia di Pasquale Squitieri (1980)
- Io e Caterina, regia di Alberto Sordi (1980)
- Fantasma d'amore, regia di Dino Risi (1981)
- Il turno, regia di Tonino Cervi (1981)
- In viaggio con papà, regia di Alberto Sordi (1982)
- A tu per tu, regia di Sergio Corbucci (1984)
- Tutti dentro, regia di Alberto Sordi (1984)
- Quartiere, regia di Silvano Agosti (1987)
- Il tunnel, regia di Antonio Drove (1987)
- Mak P 100, regia di Antonio Bido (1987)
- Atto di dolore, regia di Pasquale Squitieri (1990)
- Dietro la pianura, regia di Gerardo Fontana, Paolo Girelli (1994)
- La seconda ombra, regia di Silvano Agosti (2000)
- Persona non grata, regia di Krzysztof Zanussi (2005)
- La duchessa di Langeais (Ne touchez pas la hache), regia di Jacques Rivette (2006)
- Il sole nero, regia di Krzysztof Zanussi (2007)
- Corpo estraneo, regia di Krzysztof Zanussi (2014)
- MissTake, regia di Filippo Cipriano (2008)
- Rosso Mille Miglia, regia di Claudio Uberti (2015)
- Mothers, regia di Liana Marabini (2016)
- Eter, regia di Krzysztof Zanussi (2018)
- Il ritratto incompiuto, regia di Namik Ajazi (2019)
- Fra due battiti, regia di Stefano Usardi (2021)
- G.R.A., regia di Luca Pelosi (2022)
- Cento cuori, regia di Paolo Damosso (2023)

### Televisione
- Racconti fantastici, regia di Daniele D'Anza – miniserie TV, 1 episodio (1979)
- Dalla notte all'alba, regia di Cinzia TH Torrini – miniserie TV (1992)
- La signora della città, regia di Beppe Cino – miniserie TV (1996)
- Le ragazze di piazza di Spagna 2 – serie TV (1999)